# دنیاگیری کووید-۱۹ در عربستان سعودی
دنیاگیری کووید-۱۹ در عربستان سعودی بخشی از دنیاگیری بیماری کروناویروس ۲۰۱۹ در جهان است. اولین مورد تأیید شده در این کشور در ۲ مارس ۲۰۲۰ در شهر قطیف، استان شرقی اعلام شد. در ماه‌های بعدی عربستان بیشترین موارد تأیید شده را در بین کشورهای عربی خلیج فارس داشت.